# Suenbeek
Der Suenbeek, auch Suenbach genannt, entspringt im Nationalpark Harz westlich von Ilsenburg im Landkreis Harz in Sachsen-Anhalt östlich vom Maitzenkopf im Waldgebiet Wolfshäu.
Er passiert auf seinem Weg ins Tal die Fingerklippe und die Rockensteine. Die größte Höhendifferenz überwindet er dabei an den Rockensteinen, um anschließend ohne große Höhendifferenz das Suental und die Ilsenburger Innenstadt zu durchfließen. Über Wehre wird ein Teil des Wassers in das Graben- und Teichsystem der Stadt Ilsenburg abgeleitet. Nachdem er die Faktorei Ilsenburg und den Kitzsteinteich passiert hat, quert er die Bahnstrecke Ilsenburg–Vienenburg und mündet im Anschluss im Bereich der Hochofenstraße als linker Nebenfluss in die Ilse (Oker).